# Urban II.
Blahoslavený Urban II., rodným jménem  Odo de Lagery  (1042, Châtillon-sur-Marne, Francie – 29. července 1099, Řím) byl papežem od 12. března 1088 až do své smrti.

## Život
Pocházel z významné šlechtické rodiny, dostalo se mu dobrého vzdělání. V mládí byl arcijáhnem v Remeši, později se stal mnichem v Cluny a převorem. V roce 1079 jej opat vyslal do Říma. De Lageryho si papež velice oblíbil a učinil ho kardinálem. Papežem byl zvolen v roce 1088 a přijal jméno Urban II.
Jeho nejvýznamnější počin se týká 27. listopadu 1095, kdy svolal velkou církevní radu do města Clermont-Ferrand, kde svým plamenným projevem o okupaci Svaté země Turky vyvolal první křížovou výpravu.
V roce 1095 se konal koncil v Piacenze na kterém uvrhnul vzdoropapeže Klementa III. do klatby.